# Ось моя дружина (фільм, 1920)
Ось моя дружина (англ. Behold My Wife) — американська драма режисера Джорджа Мелфорда 1920 року.

## Сюжет
У Канаді, молода жінка індіанської крові одружується з англійцем, який посилає її назад до Англії, щоб принизити свою родину і жінку, яка колись відкинула його. Але брат чоловіка показує їй життя англійської цивілізації, і велика несподіванка чекає її чоловіка, коли він повертається на батьківщину.

## У ролях
- Мейбл Жюльєнна Скотт — Лелі
- Мілтон Сіллс — Френк Армур
- Вінтер Голл — генерал Армур
- Елліотт Декстер — Річард Армур
- Гелен Данбар — місіс Армур
- Енн Форрест — Меріон Армур
- Мод Вейн — Джулія Галдвел
- Фред Гантлі — шеф «Eye-of-the-Moon»
- Френк Батлер — капітан Відаль
- Темплар Пауелл — лорд Галдвел
- Марк Фентон — Гордон
- Джейн Вульф — місіс Маккензі